# Scotorythra leptias
Scotorythra leptias là một loài bướm đêm trong họ Geometridae.